# 新几内亚袋狸属
新幾內亞袋狸屬（Peroryctes, 大袋狸），哺乳綱的一屬，而與新幾內亞袋狸屬（大袋狸）同科的動物尚有島袋狸屬（島袋狸）、鼠袋狸屬（鼠袋狸）、刺袋狸屬（刺袋狸）等之數種哺乳動物。